# يلماز فورال
يلماز فورال (بالألمانية: Yılmaz Vural؛ بالتركية: Yılmaz Vural) هو لاعب كرة قدم ومدرب كرة قدم ألماني وتركي في مركز الدفاع، ولد في 1953 في آدابازاري في تركيا. لعب مع سيفاسبور.

## وصلات خارجية
- يلماز فورال على موقع اتحاد تركيا (مدرب) (الإنجليزية)
- يلماز فورال على موقع قاعدة بيانات كرة القدم.إي يو (الإنجليزية)
- يلماز فورال على موقع عالم كرة القدم.نت (الإنجليزية)